# Mogens Friis
 Denne artikel omhandler Mogens Friis. Opslagsordet har også en anden betydning, se Mogens Frijs.
Mogens Friis (født 7. september 1623 på Skumstrup, død 9. juli 1675 i København), Gehejmeråd og Greve.
Han var var søn af Niels Friis til Favrskov og Skumstrup (Vilhelmsborg) (af den gamle adelsslægt med et rødt egern i våbenet) og dennes første hustru, Dorthe Mogensdatter Gyldenstjerne til Restrup.

## Ungdom og uddannelse
Han fik en omhyggelig opdragelse, først i hjemmet, senere hos den lærde Holger Rosenkrantz på Rosenholm og Laxmand Gyldenstjerne til Bjersgård, og kom 1634 til Herlufsholm, hvor han tilbragte hele 7 år, indtil han gik til akademiet i Sorø; efter 1 1/2 års forløb, i 1643, tog han afsked med dette i en latinsk tale
«Encomion Soræ» og begav sig nu efter sin fars ønske udenlands for at afslutte sin uddannelse. I Nederlandene slog han sig til ro i Leiden; men allerede 1644 bevægede krigsurolighederne hjemme ham til at opgive videre rejseplaner. Ved sin hjemkomst fik han en sekretærpost i Danske Kancelli, men meldte sig for øvrigt straks ved fanerne for at kæmpe for sit fædreland. I 1645 var han i de danske gesandters følge ved fredsforhandlingerne i Brømsebro. 1646 forlod han Kancelliet for at fuldende sin afbrudte rejse og gjorde nu et 14 måneders ophold i Paris, hvorefter han gennemrejste det meste af Frankrig, da et brev fra hans far fik ham til at vende tilbage til Danmark, som han nåede tids nok til at deltage i kong Christian 4.s begravelse.

## Embedsmand og ægteskab
De følgende år tilbragte Friis hjemme, stadig beskæftiget i kancelliet og dertil formodentlig optaget af at styre de landejendomme, der vare tilfaldet ham efter hans mor, deriblandt,
som det synes, Skumstrup, indtil han 1650 blev udset til at ledsage grev Christian Rantzau på dennes diplomatiske rejse til kejserhoffet i Wien og forskellige tyske fyrster. Da han kom tilbage, holdt han 5. september 1652 bryllup med kansler Christian Thomesen Sehesteds datter Anne (f. 29. april 1631). Kort før sit bryllup var Friis blevet forlenet med Helgeland i Norge, hvortil 1656 endnu føjedes det såkaldte Tønsberg Provsti. Samme år blev han sendt til Jylland som landkommissarius, for hvilken tjeneste han belønnedes med et prælatur i Viborg. Snart skulle imidlertid et større felt for hans virksomhed åbnes: 1657 blev han kongelig rentemester, og de påfølgende vanskelige år havde han nok at se til, især da han fungerede som generalkommissarius ved de allieredes hære, et arbejde han udførte med stor dygtighed. Han var i disse år næsten aldrig hjemme, og mens han var i Malmø, hvortil han var blevet sendt som medlem af den kommission, der forhandlede med svenskerne om ordningen af
Bornholms forhold, døde hans hustru i København 30. august 1661.
Året efter, 12. november indgik Friis nyt ægteskab, med Anna Maria v. Offenberg, datter af Christoffer v. Offenberg til Lykkesholm og Marie Lützow. Som rentemester blev han kammerråd og medlem af Skatkammerkollegiet, i hvilket han havde sæde til 1672. 1664 fik han Lister og Mandals Amter i stedet for Helgeland; 1668 var
han sendt til Tønder som medlem af den kommission, der havde til opgave at bilægge grænsestridighederne mellem Kongen og Det Gottorpske Fyrstehus.

## Godsejer og greve
I den årrække, der var forløbet, siden Friis vendte hjem fra sin store rejse, havde han været meget virksom i offentlige anliggender, men ikke mindre i sine private. Til de ejendomme, han arvede efter sine forældre, Skumstrup og Favrskov, føjede han i årenes Løb ved en række køb og mageskifter et betydeligt antal herregårde og meget gods, til hvis erhvervelse hans første hustrus vistnok betydelige arv hjalp godt. Da Bornholm efter freden 1660 skulle løskøbes fra Sverige med 8000 tønder Hartkorn i Skåne, var Friis blandt dem, der afstod deres derværende ejendomme mod vederlag i Danmark. Herved fik han udlagt en mængde gods i Jylland med ret til af de gamle nedlagte hovedgårde Torup og Ormstrup (Friisholt) at indrette frie sædegårde. 1662 erhvervede han Hagsholm, 1664 Boller, 1665 Jernit, Lyngballegård og Tulstrup mm., 1673 Møgelkjær; i en periode ejede han desuden Mosgård, Østergård, Palstrup og Løjstrup.
Som ejer af dette uhyre godskompleks var han selvskreven til at være blandt de første, Christian 5. ophøjede i grevestanden 1671. I stedet for Jernit, Tulstrup, Lyngballegaard, Hagsholm og Østergård godser oprettede han det følgende år Grevskabet Frijsenborg og af Torup baroniet Frijsenvold, hvorimod de andre godser forblev uden for lenene. Med berettiget stolthed kunde Friis i et brev, hvori han beder Griffenfeld negotiere sine affærer hos Kongen og sender jordebøgerne over begge lenene (3001 og 1012 tønder hartkorn), kalde det «et anselig Stykke Gods og saa vel samlet, at ingen af alle Greverne her i Riget mig det enten før heller efter haver gjort, heller muligt skal gjøre». Som Griffenfeld her stod ham bi, således også ved andre lejligheder; i sit testamente (1675) takker Friis ham for beviste tjenester.
Samme år, Friis var blevet greve af Frijsenborg, var han mellem de første, Kongen hædrede med Dannebrogordenen ved dennes oprettelse; 1673-1674 fungerede han i statskollegiet, blev gehejmeråd og assessor i højesteret; 1674 udnævntes han til stiftsbefalingsmand over Århus Stift samt amtmand over Havreballegård, Kalø og Stjernholm Amter, men anvendtes dog 1675 til sammen med tre andre Gehejmeråder at forhandle med en ekstraordinær svensk ambassadør. Han var da svagelig, havde tidligere søgt helbredelse ved badet i Pyrmont, og 9. juli samme år døde han i sin gård i København. Han begravedes med usædvanlig pomp i Trinitatis Kirke, hvor hans enke, der døde 1690, rejste ham et pragtfuldt gravmæle.
Man får det indtryk, at Friis har været en arbejdsom og dygtig mand, der ikke skånede sig, når det gjaldt fædrelandets eller Kongens bedste; han havde dertil megen litterær sans og interesse for videnskaberne, hvorom hans smukke bibliotek, der siden er havnet i det kongelige, bærer vidne.